# Powiat merecki (I Rzeczpospolita)
Powiat merecki – powiat województwa trockiego Rzeczypospolitej Obojga Narodów istniejący w latach 1791–1793 z siedzibą w Mereczu.
Wśród nowych powiatów wprowadzonych 24 marca 1791 roku przez Sejm Czteroletni ustawą Rozkład województw, ziem i powiatów z oznaczeniem miast, a w nich miejsc konstytucyjnych dla sejmików w prowincjach koronnych i w W.X. Litewskim. Prawo w 1791 uchwalone, był powiat merecki. W ustawie tej określono, że powiat ten będzie obejmował parafie: merecką, marcinkańską, daugowską, niemonojską, mirosławską, serejską, metelską, świętojezierską, urdomińską, kalwaryską, puńską, lubowską, wiżańską, grauzyńską, kretkopolską, bartnicką i pojewońską.
Ustawa wyznaczyła jednocześnie, że sejmikować będzie się w kościele parafialnym w Mereczu i dwóch posłów na sejmy wysyłać.
W miejsce powiatu mereckiego, powiatu preńskiego i ziemi ejszyskiej sejm grodzieński w dniu 23 listopada 1793 roku powołał województwo mereckie (część powiatu weszła w skład województwa grodzieńskiego), które zostało zlikwidowane w związku z III rozbiorem Polski w 1795 roku.